# Huangascar (distrito)
O Distrito peruano de Huangascar é um dos trinta e tês distritos da Província de Yauyos, situada no  Departamento de Lima, pertencente a Região de Lima, Peru. 

## Transporte
O distrito de Huangascar não é servido pelo sistema de estradas terrestres do Peru.